# Yuna Kim
Kim Yeon-ah (n. 5 septembrie 1990, Bucheon, Coreea de Sud), cunoscută și drept Yuna Kim, este o patinatoare artistică din Coreea de Sud.
Kim a început să patineze la vârsta de 7 ani, împreună cu sora ei mai mare. Antrenorul ei de atunci, Ryu Jong-Hyeon, i-a descoperit imediat talentul excepțional, și i-a sugerat mamei să o încurajeze să patineze deoarece are posibilități să ajungă campioană mondială.
În 2002, a participat pentru prima dată la o competiție internațională, Trofeul Triglav, unde a câștigat medalia de aur pentru novice. În anul următor, 2003, a fost cea mai tânără patinatoare (12 ani) care a câștigat campionatul național de senioare în Coreea de Sud.
La Jocurile Olimpice de iarnă din 2010 de la Vancouver a câștigat proba individuală feminină cu scorul (și totodată record mondial) de 228,56 puncte.
Sponsorii ei oficiali sunt Nike, Kookmin Bank și Hyundai Motor Company.
Din martie 2009 este studentă la Universitatea Korea din Seoul.
În februarie 2010 era clasată pe locul 1 din lume de către ISU („Uniunea Internațională de Patinaj”).